# بياتريس دالي
بياتريس دالي (بالفرنسية: Béatrice Dalle)‏ (و. 1964 – م) هي ممثلة، وعارضة من فرنسا . ولدت في بريست .

## روابط خارجية
- بياتريس دالي على موقع IMDb (الإنجليزية)
- بياتريس دالي على موقع مونزينجر (الألمانية)
- بياتريس دالي على موقع قاعدة بيانات الأفلام العربية
- بياتريس دالي على موقع ألو سيني (الفرنسية)
- بياتريس دالي على موقع ميوزك برينز (الإنجليزية)
- بياتريس دالي على موقع أول موفي (الإنجليزية)
- بياتريس دالي على موقع قاعدة بيانات الأفلام السويدية (السويدية)
- بياتريس دالي على موقع إن إن دي بي (الإنجليزية)
- بياتريس دالي على موقع ديسكوغز (الإنجليزية)
- بياتريس دالي على موقع قاعدة بيانات الفيلم (الإنجليزية)